# Villenavotte
Villenavotte település Franciaországban, Yonne megyében. Lakosainak száma 162 fő (2022. január 1.). Villenavotte Villeperrot, Courtois-sur-Yonne, Nailly és Saint-Denis-lès-Sens községekkel határos.

## Népesség
A település népessége az elmúlt években az alábbi módon változott:
| Lakosok száma | 171  | 182  | 184  | 176  | 171  | 166  | 161  | 161  | 162  |
|               | 2013 | 2015 | 2016 | 2017 | 2018 | 2019 | 2020 | 2021 | 2022 |